# John LeCompt
John LeCompt, (født 10. marts 1973), er en amerikansk guitarist. Han er og har været medlem af mange bands, mest kendt er han, som en del af bandet Evanescence fra USA.